# Distretto di Shinwar
Il distretto di Shinwar è un distretto dell'Afghanistan appartenente alla provincia del Nangarhar. Viene stimata una popolazione di 30 493 abitanti (stima 2016-17).